# Hybris

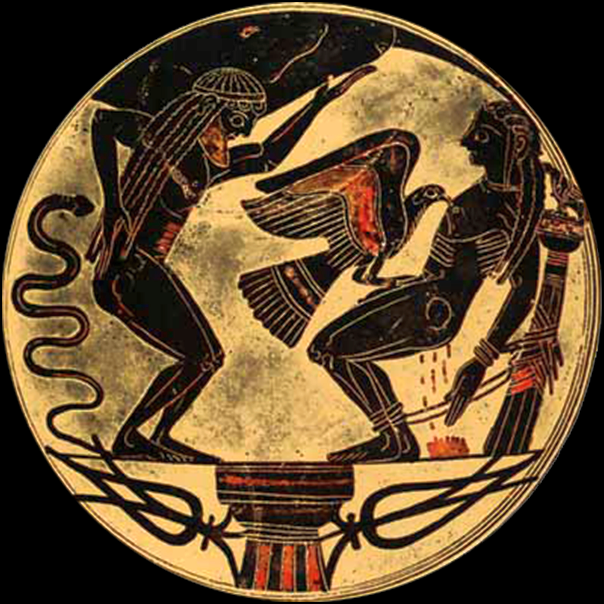
Schwarzfigurige Keramik (550 v. Chr.), die Prometheus im Strafvollzug darstellt, an eine Säule gebunden.

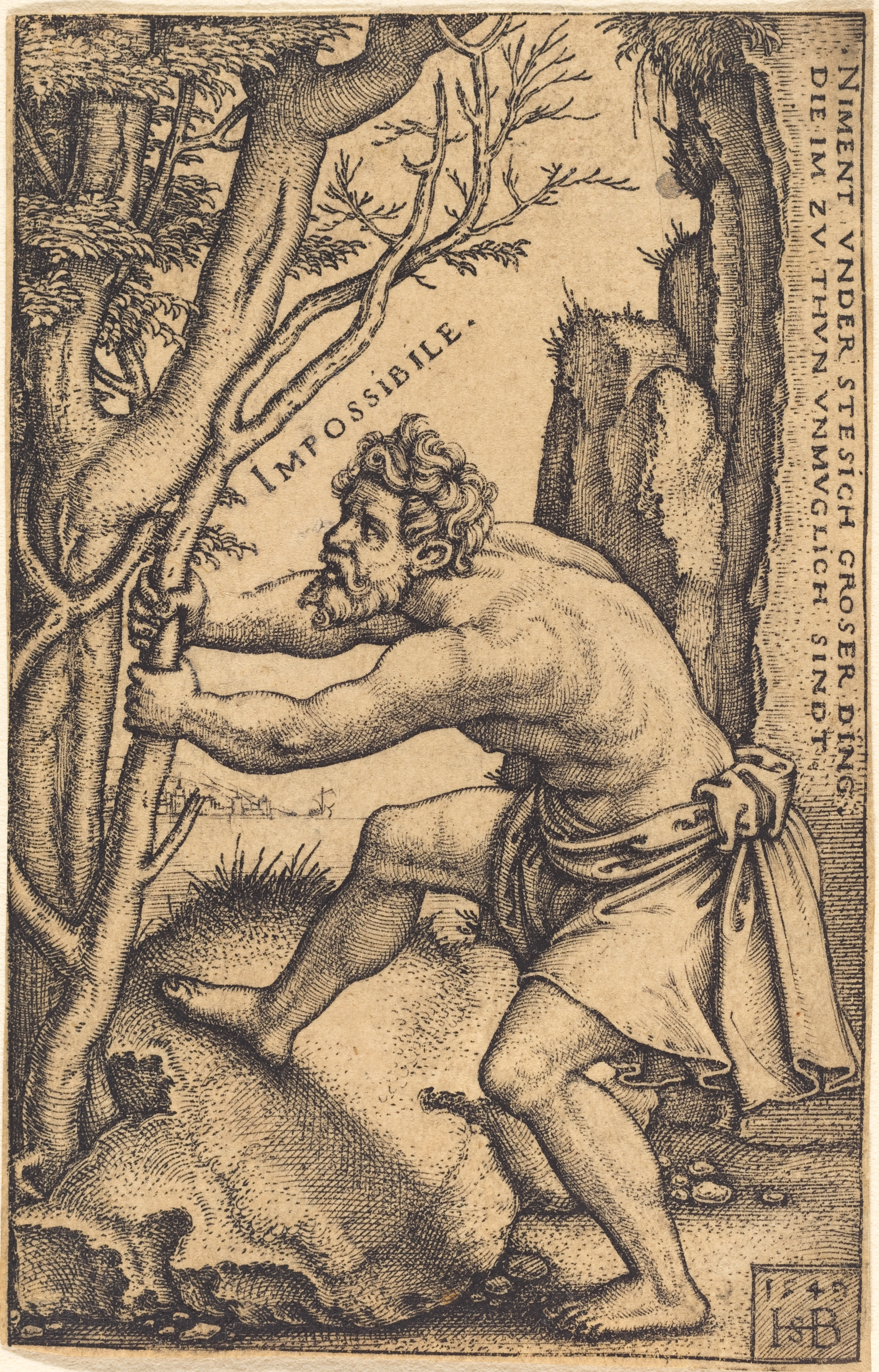
Sebald Beham: Das Unmögliche. Der Kupferstich von 1549 enthält die Warnung: Niment under stesich groser Ding, die im zu thun unmuglich sindt.

Die Hybris [ˈhyːbʀɪs] (altgriechisch ὕβρις hýbris ‚Übermut‘, ‚Anmaßung‘) bezeichnet eine extreme Form der Selbstüberschätzung oder auch des Hochmuts. Man verbindet mit Hybris häufig den Realitätsverlust einer Person und die Überschätzung der eigenen Fähigkeiten, Leistungen oder Kompetenzen, vor allem von Personen in Machtpositionen.

## Beschreibung
In antiken griechischen Tragödien wurde Hybris als Auslöser für das Scheitern vieler Protagonisten verwendet, die in ihrer Überheblichkeit die von Göttern gegebenen Befehle und Gesetze ignorierten. Auf die menschliche Hybris folgt häufig die göttliche Bestrafung durch Nemesis, was schließlich oft zum Fall und Tod des Protagonisten führt.
Nach Auffassung von Walter Kaufmann ist Hybris weder als Stolz auf eigene Leistung oder eigenen Wert noch als ein Herausstreichen des eigenen Verdiensts (Selbstbeweihräucherung) zu verstehen. Hybris ist nicht wie Stolz etwas, das man fühlt. Sie ist vielmehr immer mit einer Handlung verbunden. Das griechische Verb ὑβρίζειν (hybrízein) bedeutet bei Homer ‚zügellos werden‘ oder ‚sich austoben‘ und wird auch auf Flüsse, wuchernde Pflanzen und überfütterte Esel angewandt, die schreien und aufstampfen. Hybris bedeutet demnach ‚mutwillige Gewalt‘ und ‚Frechheit‘ (etwa in der Odyssee gebraucht für Penelopes Freier). Sie bedeutet auch ‚Gier‘ und ‚Lüsternheit‘. Hybrisma bedeutet Frevel, Vergewaltigung, Raub, und fasst im Recht alles zusammen, was einer Gottheit oder einem Menschen an schwerer Unbill zugefügt wird.
In der Wissenschaft wird Hybris auch in der Psychologie, Medizin sowie in der Organisations- und Managementforschung untersucht und thematisiert. Im heutigen Sprachgebrauch wird Hybris als ein bildungssprachlicher Ausdruck für Vermessenheit und Selbstüberhebung verwendet, die zu einem schlimmen Ende führen werden. Beispiel: „Die Hybris, die uns versuchen läßt, das Himmelreich auf Erden zu verwirklichen, verführt uns dazu, unsere gute Erde in eine Hölle zu verwandeln.“ (Karl Popper)